# Il quaderno della spesa
Il quaderno della spesa è un film italiano del 2003 diretto da Tonino Cervi, uscito postumo.

## Trama
Lucca, inizio del Novecento. Augusto Pavinato, dopo aver scritto un romanzo di successo, è in crisi creativa e trascorre le sue decadenti giornate con un gruppo di amici intellettuali. Invitato a pranzo dalla contessa Celi Sanguineti conosce la cuoca Antonia, una donna molto sensuale e colta. Alla morte della nobildonna, Antonia accetta lavoro da Augusto presso casa sua. Nonostante il carattere forte di lei, causa di diversi scontri,  Augusto si innamora e decide di sposarla. Antonia annota sempre su un quaderno le ricette, il quaderno della spesa, in realtà un romanzo che lei non vuole pubblicare per non mortificare il marito. Infatti, oltre ad essere uno strepitoso racconto, il quaderno sembra nasconda la chiave di un misterioso, irrisolto omicidio.